# Unicoop Tirreno
Unicoop Tirreno Soc. Coop. è stata una delle 7 grandi cooperative di consumatori del sistema Coop, e come tale aderisce all'ANCC della Lega delle Cooperative e al consorzio cooperativo Coop Italia.
Insieme a Unicoop Firenze e a Coop Centro Italia (nonché ad oltre 75 piccole e medie cooperative toscane) aderisce al Distretto Tirrenico.
L'attuale ragione sociale Unicoop Tirreno risale al 2004, in precedenza (dal 1990 al 2004) si era chiamata Coop Toscana Lazio, mentre la ragione sociale originaria (mantenuta dal 1945 al 1990) era La Proletaria.
Il 1° luglio 2025, a seguito anche della cessione di 16 supermercati di Unicoop Tirreno a Unicoop Firenze, avviene la fusione per incorporazione tra Unicoop Tirreno e Coop Centro Italia, che porta alla formazione di Unicoop Etruria. I punti vendita campani sono stati ceduti a Master Coop Alleanza 3.0.

## Storia

### Dalla nascita agli anni Settanta
La cooperativa di consumo "La Proletaria" è nata a Piombino il 26 febbraio 1945 da 30 soci fondatori, anche se già a fine 1945 si era arrivati a 3.686 soci. Appena nata la cooperativa si legò alle due grandi acciaierie cittadine, lo stabilimento di Piombino dell'Ilva e la Magona d'Italia, che permisero inizialmente alla Proletaria di aprire altri negozi.
Nel 1952-53 iniziarono le prime fusioni con le cooperative circostanti (nella zona di Piombino e nell'Isola d'Elba) con la simultanea apertura di altri negozi in queste zone. Pochi anni dopo vennero introdotti i primi negozi a libero servizio.
Negli anni Sessanta iniziò l'espansione verso la provincia di Grosseto, con diverse incorporazioni in questa zona, tra cui l'Alleanza Grossetana Cooperative di Consumo che aveva 39 negozi, di cui solo 12 vennero rilevati.
Nel 1969 il congresso dell'Associazione Regionale Cooperative di Consumo stabilì l'area di competenza de La Proletaria nell'area da Livorno e Grosseto con prospettiva di espansione verso il Lazio e Roma. Nello stesso anno aprì il supermercato di via Gori a Piombino, distrutto tre anni dopo da un incendio doloso e riaperto ampliato nel 1976.
L'espansione nel Lazio è iniziata nel 1970, con l'acquisto della Supermarket Aurelia s.r.l. di Civitavecchia, e proseguì ulteriormente, sia con ulteriori acquisizioni di società private, sia con l'apertura di nuove strutture, tra cui Roma Largo Agosta (il primo supermercato Coop a Roma) aperto nel 1972.
Nel 1971 la fusione con "La Fratellanza" di Rosignano Solvay consente lo sbarco a nord della Val di Cornia, e l'arrivo nella città di Livorno.
Nel 1975 apre il supermercato Coop di Livorno in via Settembrini (La Rosa) all'interno di un centro commerciale, che sostituì 5 piccoli negozi nella zona. In questo periodo nasce infatti all'interno di La Proletaria l'idea di chiudere gran parte delle piccole strutture e di sostituirle con grandi supermercati.

### Gli anni Ottanta

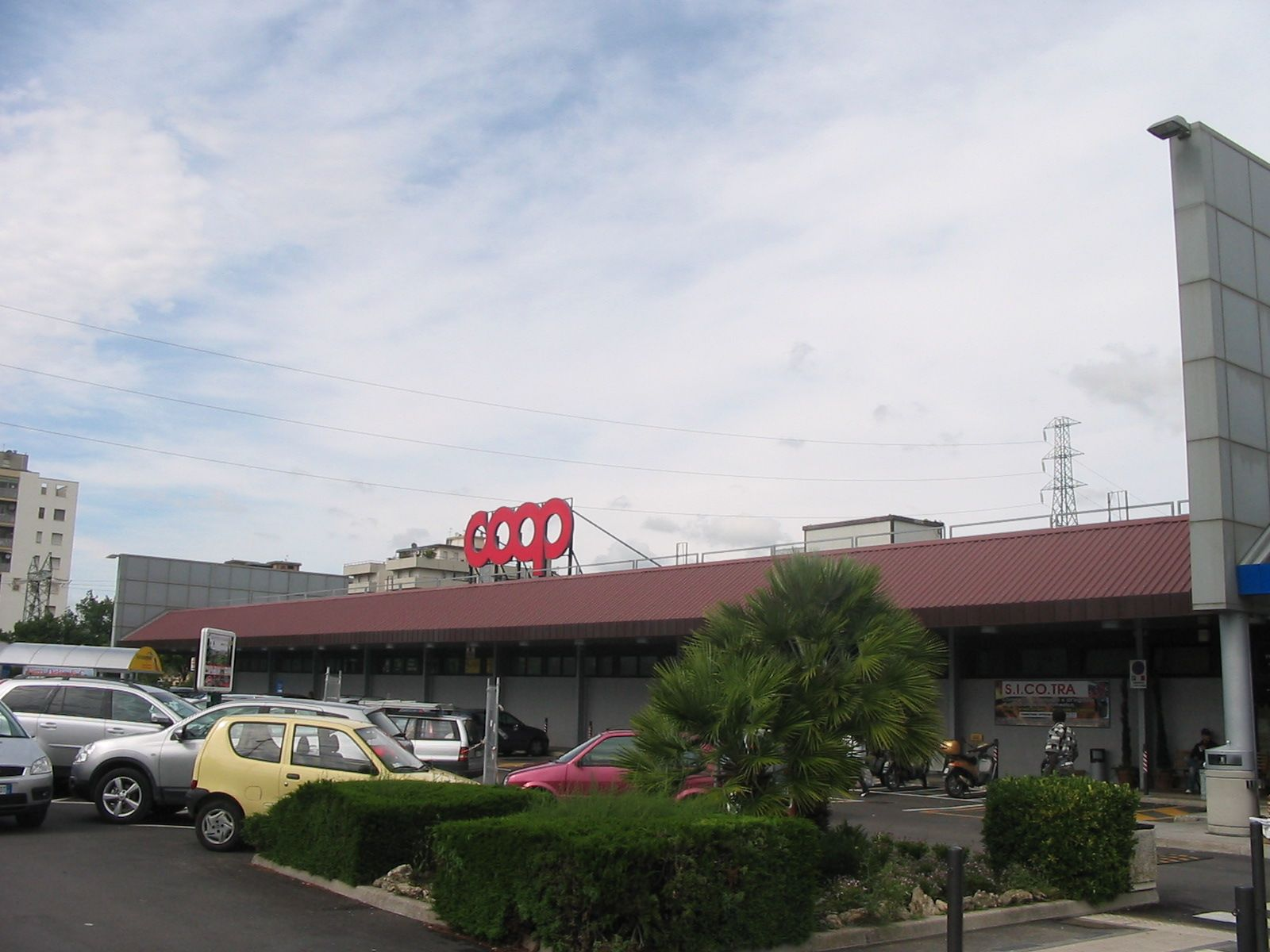
Un'immagine del supermercato Coop di Cecina (LI)

Negli anni 80 lo sviluppo aumentò: da una parte con una maggiore crescita nel Lazio, con l'acquisto di altre società private nella provincia di Viterbo e la fusione con la cooperativa "La Famigliare" di Tarquinia, dall'altra ci fu l'espansione a nord di Livorno, verso la Versilia e Carrara, che iniziò sempre attraverso l'acquisizione di alcune aziende titolari di piccoli negozi. Nel 1982 aprì il centro commerciale di Rosignano Solvay, e nel 1984 aprì il supermercato di Carrara e quello di Grosseto piazza Volturno. Altri aprirono successivamente, tra cui Pietrasanta, Donoratico, Venturina, San Vincenzo, Bagno di Gavorrano, Portoferraio, Roma Colli Aniene (1986), Cecina e Piombino Salivoli (questi ultimi due nel 1988), con la sostituzione di diversi piccoli punti vendita.
Inoltre, nel 1980 ci fu l'acquisto della Stella Market S.p.A., catena che, una volta convertita a "insegna Coop", accrebbe notevolmente la presenza nel Lazio, nonché di altre piccole società (Iris e Calipso s.r.l.).

### Gli anni Novanta
Nel 1990 La Proletaria si diede un nuovo statuto, che prevedeva anche il cambio di ragione sociale da La Proletaria a Coop Toscana Lazio, ma durante le assemblee separate, soprattutto in quelle toscane, ci furono diversi soci che erano contrari: i "no" all'articolo 1 (ragione sociale) furono la maggioranza in diversi territori "storici" (Pietrasanta, Rosignano, Cecina e Piombino), mentre nel Grossetano i voti contrari furono soprattutto sull'articolo 14, che delimitava in 5.000 soci il numero minimo per creare una nuova sezione. I primi avevano paura di una perdita delle radici politiche della Cooperativa, i secondi di perdere i contatti diretti con il territorio, perché per arrivare a quella soglia sarebbero stati necessari diversi accorpamenti tra le sezioni. In Assemblea Generale (tenutasi a Castiglioncello il 17 maggio 1990) ci furono ancora dissensi, ma finalmente vennero superati specificando che il cambio di denominazione non intaccava il patrimonio culturale della cooperativa ma era dovuto all'estendersi di questa al di fuori della Toscana, mentre per le sezioni soci vennero introdotte le sottosezioni locali.
La svolta è avvenuta, e lo sviluppo proseguì fortemente per tutto il decennio: da un lato si passò dalla gestione immobiliare in affitto a quella di proprietà per la maggioranza delle localizzazioni, dall'altra si puntò sulla logistica, con la creazione di un nuovo magazzino per il Lazio ad Ariccia.
La Coop Toscana Lazio si trasformò in un gruppo, con la costituzione di diverse società controllate: la holding Vignale Partecipazioni Spa, che controllava la Vignale Immobiliare spa per la gestione degli immobili della cooperativa, la Vignale Finanziaria, la Vignale Editoriale, per la pubblicazione della rivista "Nuovo Consumo", la Vignale Pubblicità e altre società.
Nuove aperture avvennero in diverse località, soprattutto nel Lazio ma anche in Toscana: Colleferro, Pomezia, Venturina, Cerveteri, Viareggio e Pietrasanta.
Inoltre Coop Toscana Lazio nel 1994 entrò nel segmento discount, con la costituzione della Gestione Discount S.p.A. (vedi Discount Dico).
Su sollecitazione dell'ANCC si iniziò a ragionare sullo sviluppo in Campania: erano sì presenti diverse piccole Coop, le più importanti delle quali erano Coop Campania e Coop Guido Rossa, ma erano in forti difficoltà economiche e con notevoli differenze inventariali, e non sarebbero potute andare avanti a lungo (la prima verrà liquidata nel 1997 e i negozi trasferiti alla Toscana Lazio, la seconda verrà incorporata nello stesso anno in Coop Toscana Lazio). Un primo progetto risale al 1993 e prevedeva l'apertura di circa 30 supermercati sui 1.000 m² tra Napoli e Salerno, ma non andò in porto in quanto si passò ad un nuovo progetto concentrato soprattutto sugli ipermercati. Coop Toscana Lazio era "rimasta indietro" in questo canale rispetto ad altre cooperative, e non aveva ancora neanche un Ipercoop. Iniziarono i lavori per i primi ipermercati, ad Avellino e ad Afragola ma con diverse difficoltà: nel primo caso ci furono le resistenze delle categorie commerciali, e dopo l'inaugurazione (10 luglio 1998) dovette chiudere diverse volte; nel secondo caso a causa della camorra, tanto che prima che venne aperto l'iper di Afragola nel centro commerciale "Le Porte di Napoli" (aprile 1999) è stato necessario che il consiglio comunale di Afragola fosse sciolto per infiltrazioni camorristiche.

### Il nuovo millennio

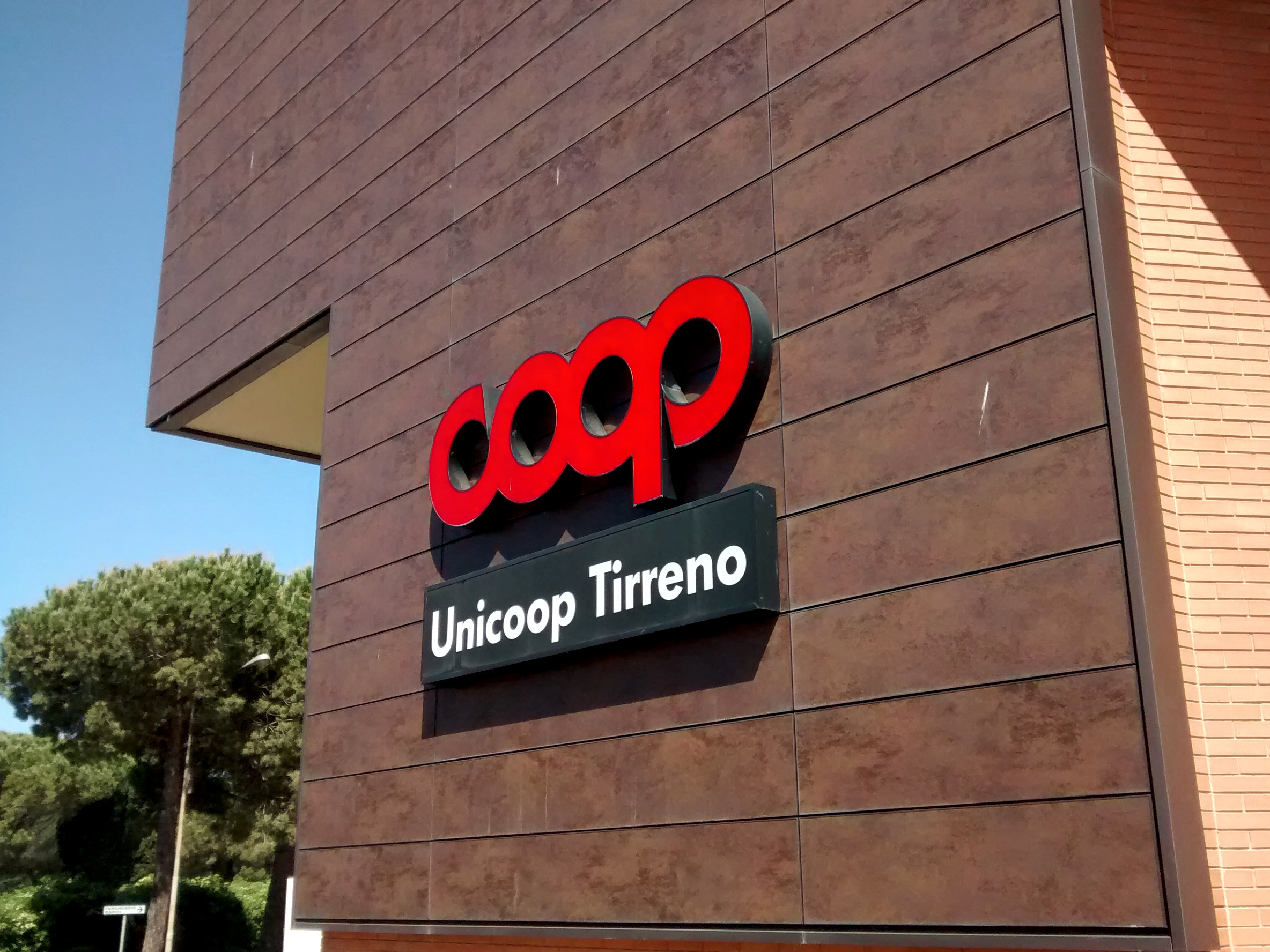
La sede di Unicoop Tirreno a Riotorto.

La gestione degli ipermercati, attraverso la controllata Ipercoop Tirreno S.p.A., crebbe però di molto e anche nelle altre regioni di presenza: aprì infatti un Ipercoop a Viterbo nel Centro commerciale "Tuscia", quindi quello di Roma Casilino nel Centro commerciale "Casilino" (2002), quelli di Livorno nel Centro commerciale "Le Fonti del Corallo" e Aprilia (LT) nel centro commerciale "Aprilia 2" (2003), quello di Teverola (CE) nel Centro commerciale "Medì" (2004, poi ceduto nel 2008), quello di Benevento nel Centro commerciale "I Sanniti" (2006, poi ceduto nel 2011), quello di Quarto (NA) nel Centro commerciale "Quarto Nuovo" (2007) e, da ultimo, il secondo Ipercoop a Roma, nel Centro commerciale "Euroma 2" (23 giugno 2008).
Dal 27 dicembre 2007 gli Ipercoop nelle regioni Toscana e Lazio sono passati da Ipercoop Tirreno S.p.A. alla capogruppo Unicoop Tirreno.
Dall'altro versante si ripensò anche alle piccole superfici: già nel 1994 venne proposto di gestire le piccole superfici rimaste (9 negozi di cui 8 in provincia di Livorno) tramite un ufficio distinto da quello dei supermercati; poi questi negozi vennero ripensati nell'assortimento, puntando soprattutto nel fresco.
Questo settore però si rinforzò successivamente: nel 2003 si costituì un'appostita società (Gestincoop srl) per gestire le piccole strutture, e nel 2004 venne incorporata la Coop Tevere con negozi nelle province di Terni, Viterbo, Rieti, Roma e Frosinone.
A giugno dello stesso anno cambia nuovamente la Ragione sociale della cooperativa, che diventa Unicoop Tirreno, a simboleggiare l'ulteriore ampliamento del raggio di azione della cooperativa, presente, oltre che in Toscana e Lazio, anche in Campania e, per mezzo della fusione con Coop Tevere, in Umbria.
Nel 2005 venne incorporata la Coop Unione Ribolla, rafforzando la presenza del canale InCoop anche nel Grossetano. Da allora lo sviluppo (sia di nuove aperture che di ristrutturazioni) è molto intenso, anche in zone nuove come in Garfagnana (Pieve Fosciana e Fornoli) e punta molto su questo nuovo canale di piccole superfici, nel quale ci sono state diverse nuove aperture soprattutto in Toscana (oltre alla già citata Garfagnana: Capoliveri, Riotorto, Follonica, Cecina, Grosseto, San Vincenzo e Lido di Camaiore) ma anche nel Lazio (Acquapendente, Ronciglione e Vignanello), senza togliere nuove aperture nei supermercati, come le avvenute aperture di Massa nel 2005, Cisterna di Latina (LT) nel 2006, Guidonia Montecelio (RM) nel 2009, Civita Castellana (VT), Napoli nel 2010, Orbetello (GR) e Santa Maria Capua Vetere (CE) nel 2012.
A fine 2006 è stato chiuso il supermercato di Via Prenestina 940 a Roma.
Nel giugno 2008 è stato inaugurato il nuovo magazzino di distribuzione merci per il Lazio e la Campania ad Anagni (FR), che ha sostituito quello più piccolo di Ariccia.
A dicembre 2008, a causa delle ripetute perdite d'esercizio, è stato ceduto a Megamark, società del gruppo Selex, l'Ipercoop di Teverola (CE) mentre dal 17 aprile 2009 sono state ceduti a Cavamarket, società del gruppo Despar 4 supermercati campani (Nocera Inferiore, Solofra, Castellammare di Stabia e Napoli Soccavo).
Un'ulteriore fusione tra cooperative è avvenuta nel 2009 con l'incorporazione della Cooperativa "La Libertà" di Scansano (GR), il cui negozio e i soci sono già passati a Unicoop Tirreno da luglio 2008.
Il 9 ottobre 2010 è stato chiuso il punto vendita InCoop di Narni (TR), tuttavia non sarà probabilmente un addio di Coop alla città, in quanto ci sono trattative con il Comune per aprire due strutture sostitutive più piccole, una nel centro storico e una a Narni Scalo.. Nello stesso periodo è stato chiuso anche l'InCoop di Contigliano (RI) e quello di Cecina (LI), anche se la presenza di Coop a Cecina rimane ben salda attraverso il superstore di Via Pasubio.
Sempre nel 2010 si è rilanciato lo sviluppo nella regione Campania, puntando questa volta sul formato superstore, con la già citata apertura nel centro storico di Napoli, precisamente in via Arenaccia del quartiere Vicaria, il 3 dicembre. Venduto pochi anni dopo alla Multinvest S.p.A.
Il 7 luglio 2012 ha aperto il punto vendita di Santa Maria Capua Vetere, che segna il ritorno di Unicoop Tirreno nel Casertano, dopo la cessione dell'Ipercoop di Teverola.
Il 21 dicembre 2010 è stata incorporata in Unicoop Tirreno la Gestincoop s.r.l., che gestiva i piccoli supermercati a insegna InCoop. Attualmente tutta la rete di Unicoop Tirreno, ad eccezione di quella campana, è così gestita dalla capogruppo.
Nell'ambito di una nuova ristrutturazione della presenza di Unicoop Tirreno in Campania, il 14 luglio 2011 è stato chiuso l'Ipercoop di Benevento, sia per le perdite sia per la gestione del centro commerciale. La nuova strategia per la Campania prevede anche la cessione dell'Ipercoop di Afragola e l'apertura di strutture di vendita più piccole.
Negli ultimi anni è stato dato anche molto impulso alle ristrutturazioni, come a Civitavecchia (RM), Terracina (LT), Pomezia (RM), Viareggio (LU) e l'Ipercoop di Avellino.
Secondo un blog, nel novembre 2012 Unicoop Tirreno avvia le trattative per la vendita dei punti vendita Campani. La Cooperativa, nella sua pagina di Facebook, dice testualmente che Unicoop Tirreno non ha sottoscritto nessun accordo che implichi il passaggio ad altre società dei cinque punti vendita operanti in Campania.
Alla fine del 2019, dopo un lungo periodo di ristrutturazioni avviato nel 2016 con la nomina di Piero Canova nel ruolo di direttore generale (chiusure di punti vendita, tagli di superfici e costi, esodo incentivato, razionalizzazione delle vendite riportate al settore alimentare e l'abbandono del resto, dai televisori alle bici), Unicoop Tirreno ha registrato un fatturato di 889 milioni di euro. I negozi sono 94 in Toscana, Umbria e Lazio, i dipendenti sono scesi a 3.550, i soci sono circa 600.000.

## Archivio storico
Unicoop Tirreno dal 2009 ha iniziato il recupero del materiale storico conservato presso la sua sede di Riotorto e le ex sedi di Coop Tevere e Coop Unione Ribolla, e ha deciso di custodirlo in un Archivio storico situato presso l'ex sede di Coop Unione Ribolla, che è stato inaugurato il 10 ottobre 2009. L'archivio storico, che è aperto al pubblico, comprende, dunque, oltre al nucleo storico della Cooperativa La Proletaria di Piombino, di cui la Unicoop Tirreno è la nuova denominazione, i fondi delle cooperative che hanno preceduto la formazione di Unicoop Tirreno nonché quelli delle cooperative locali assorbite, e riunisce documenti, fotografie, manifesti, audiovisivi, oltre a una raccolta libraria e di materiali su supporti speciali quali VHS, CD, DVD.
L'archivio è conservato dalla Fondazione Memorie Cooperative, costituita da Unicoop Tirreno nel giugno 2011 con lo scopo di "dare nuova forza all'obiettivo di promuovere con ogni mezzo la conservazione e la valorizzazione del patrimonio documentale, archivistico, fotografico, mediatico, culturale e storico del movimento cooperativo"..

## Soci
Al 31 dicembre 2011 i soci erano 895.873 così ripartiti:
- 353.123 in Toscana;
- 403.032 nel Lazio e Umbria;
- 139.718 in Campania.

I soci sono organizzati in 29 Sezioni Soci territoriali.
I soci prestatori, ovvero titolari di libretto di prestito sociale erano 132.393. Da maggio 2012 Unicoop Tirreno ha introdotto il Prestito Sociale Vincolato, che permette di avere interessi più elevati vincolando quote del proprio prestito sociale per 24 mesi.
Unicoop Tirreno realizza il 64,31% delle sue vendite con i suoi soci.
Unicoop Tirreno dispone di una propria rivista denominata "Nuovo Consumo", che viene distribuita ai soci gratuitamente nei punti vendita e tramite versione PDF su Internet; la rivista "Noi Coop" è invece riservata ai dipendenti.

## Rete di vendita
Unicoop Tirreno conta attualmente 111 punti vendita in 4 Regioni, divisi tra minimercati a insegna InCoop (65), supermercati e superstore a insegna Coop (38) e ipermercati a insegna Ipercoop (8).
Questo è il dettaglio della rete di vendita:
- Toscana
  - Provincia di Massa e Carrara: 1 supermercato Coop;
  - Provincia di Lucca:[N 1] 4 minimercati InCoop, 3 supermercati Coop;
  - Provincia di Livorno: 12 minimercati InCoop, 10 supermercati Coop; 1 ipermercato Ipercoop;
  - Provincia di Siena:[N 1][N 2] 1 minimercato InCoop
  - Provincia di Grosseto: 22 minimercati InCoop, 6 supermercati Coop
- Umbria
  - Provincia di Terni:[N 2] 6 minimercati InCoop.
- Lazio
  - Provincia di Viterbo: 12 minimercati InCoop, 3 supermercati Coop, 1 ipermercato Ipercoop;
  - Città metropolitana di Roma Capitale: 6 minimercati InCoop, 10 supermercati Coop, 3 ipermercati Ipercoop;
  - Provincia di Latina: 4 supermercati Coop;
  - Provincia di Frosinone: 1 minimercato InCoop, 1 supermercato Coop.
- Campania
  - Provincia di Avellino: 1 ipermercato Ipercoop;
  - Provincia di Caserta: 1 supermercato Coop;
  - Città metropolitana di Napoli: 2 ipermercati Ipercoop.

1. 1 2  Provincia dov'è presente anche Unicoop Firenze
2. 1 2  Provincia dov'è presente anche Coop Centro Italia

In provincia di Roma oltre ad Unicoop Tirreno era presente, in modo indiretto, anche Unicoop Firenze, con 12 punti vendita ad insegna fantasia Doc*, poi ceduti nel 2024 a PAC2000A affiliata a Conad.
Le prossime aperture sono improntate soprattutto su tutti e tre i canali (InCoop, Coop e Ipercoop): In Campania verrà ceduto a terzi l'Ipercoop di Afragola. Nuove aperture nel canale minimercati e supermercati sono previste a Ribolla (GR), Porto Santo Stefano (GR), Castelnuovo di Garfagnana (LU) e Fabro (TR). È prevista l'apertura a Grosseto di un superstore di grandi dimensioni. Sono previste numerose aperture e ristrutturazioni di punti vendita del canale InCoop e Coop in Toscana e nel Lazio.

## Il Gruppo Unicoop Tirreno
Come già scritto sopra, Unicoop Tirreno (allora Coop Toscana Lazio), a partire dagli anni Novanta si è dotata di diverse società controllate e collegate. Negli ultimi anni molte società sono state incorporate nella capogruppo, nell'ambito di un processo di semplificazione. Questa è la configurazione attuale del Gruppo:
- Unicoop Tirreno s.c. è la società cooperativa capogruppo, controllata dai soci, che gestisce direttamente il canale dei supermercati e dei superstore a insegna "Coop", i minimercati ad insegna "InCoop" e gli ipermercati a insegna "Ipercoop" in Toscana e nel Lazio. Unicoop Tirreno coordina tutto il gruppo;
  - Ipercoop Tirreno S.p.A. (100% Unicoop Tirreno) è la società che gestisce il canale degli ipermercati a insegna "Ipercoop" e i superstore "Coop" nella regione Campania;
  - Axis s.r.l. (100% Unicoop Tirreno) è una società immobiliare campana;
  - Vignale Comunicazioni S.r.l. (100% Unicoop Tirreno) è la società editrice delle riviste "Nuovo Consumo" e "Noi Coop", e gestisce gli spazi espositivi in alcuni centri commerciali Ipercoop;
  - Immobiliare Sviluppo per la Logistica S.r.l. (51% Unicoop Tirreno) è una società immobiliare che è proprietaria delle piattaforme logistiche;
  - Sogefin S.r.l. (100% Unicoop Tirreno) gestisce alcune partecipazioni di minoranza in società del movimento cooperativo (Unicard S.p.A., Simgest S.p.A. e il Consorzio Nuovo Futuro di Rosignano);
  - Il Paduletto S.r.l. (100% Unicoop Tirreno) è una società immobiliare toscana controllata da Unicoop Tirreno;
  - Immobiliare Sviluppo della Cooperazione S.p.A. (51% Unicoop Tirreno) è una joint venture immobiliare tra Unicoop Tirreno e la Cooperativa Lavoratori delle Costruzioni (CLC) di Livorno;
  - Levante S.r.l. (50% Unicoop Tirreno) è una joint venture tra Unicoop Tirreno e Unicoop Firenze per la gestione di un'area a Livorno dove verrà costruito un centro commerciale con annesso superstore e una zona residenziale;

Unicoop Tirreno detiene il controllo congiunto (insieme a Coop Alleanza 3.0) di IGD SIIQ, società quotata al FTSE Italia Mid Cap e FTSE Italia STAR di Borsa Italiana che, per quanto riguarda l'area di Unicoop Tirreno, è proprietaria del Centro commerciale "Le Fonti del Corallo" di Livorno, del "Casilino" di Roma e de "Le porte di Napoli" di Afragola.

## Curiosità

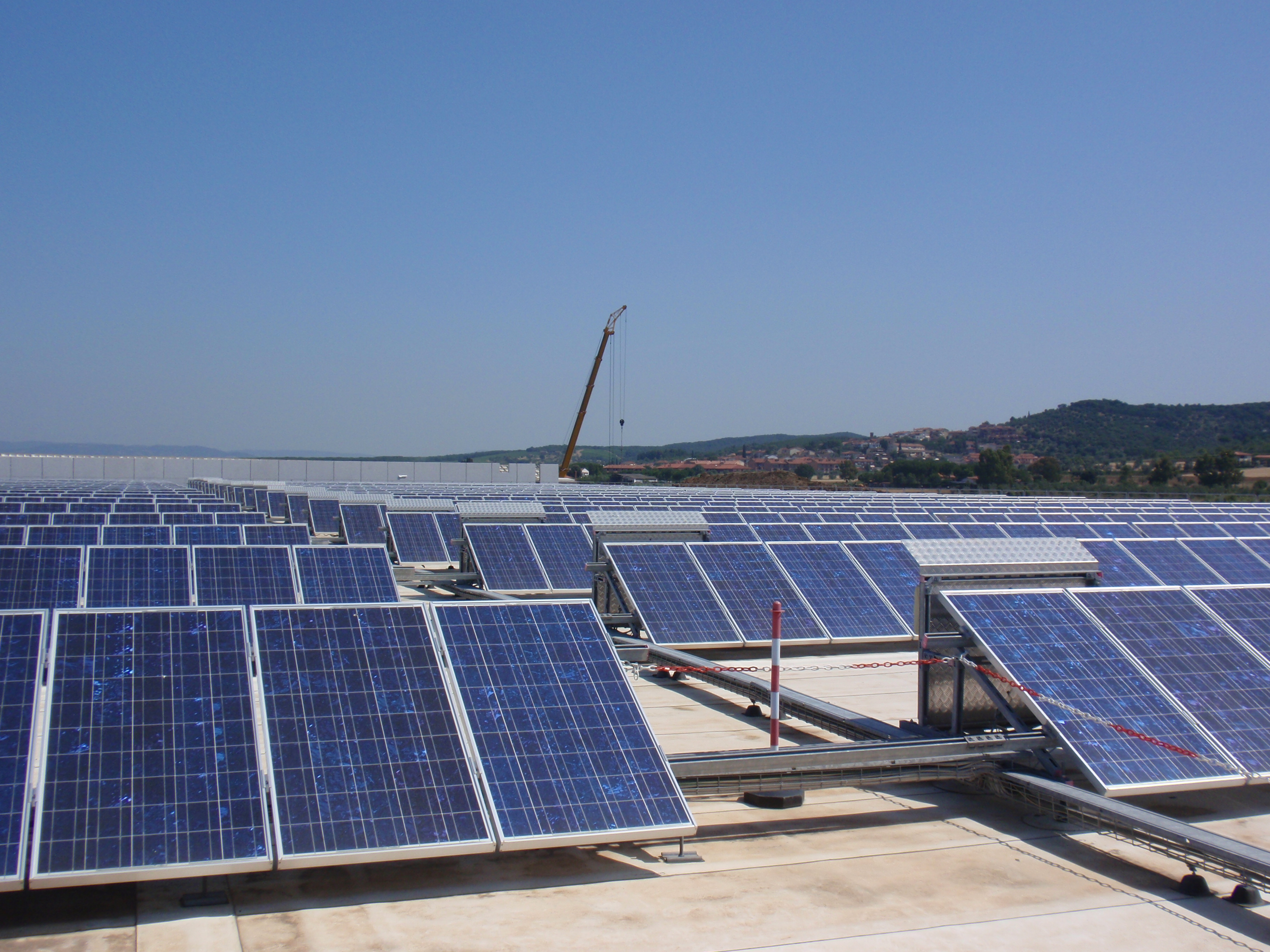
L'impianto fotovoltaico

- Unicoop Tirreno, sul tetto della sua sede centrale di Riotorto, ha installato un impianto fotovoltaico di 420 kW, capace di coprire il 20% circa del fabbisogno totale della sede.
- Tra gli impegni di solidarietà vale la pena ricordare il sostegno al centro "Casa Matteo", a Gorom-Gorom, in Burkina Faso (ora concluso, in quanto autosostenuto) e la campagna di adozioni a distanza "Cuore di Coop".